# Нови Град (Оприсавци)
Нови Град је насељено место у саставу општине Оприсавци у Бродско-посавској жупанији, Република Хрватска.

## Историја
До територијалне реорганизације у Хрватској налазио се у саставу старе општине Славонски Брод.

## Становништво
На попису становништва 2011. године, Нови Град је имао 303 становника.

## Попис1991.
На попису становништва 1991. године, насељено место Нови Град је имало 350 становника, следећег националног састава:
| Попис 1991.‍ | Попис 1991.‍ | Попис 1991.‍ | Попис 1991.‍ | Попис 1991.‍ |
| ----------- | ----------- | ----------- | ----------- | ----------- |
|             |             |             |             |             |
| Хрвати      | Хрвати      |             | 348         | 99,42%      |
| непознато   | непознато   |             | 2           | 0,57%       |
| укупно: 350 |             |             |             |             |